# Stora Dyllingen
Stora Dyllingen är en sjö i Hedemora kommun i Dalarna och ingår i Norrströms huvudavrinningsområde. Sjön är 41,5 meter djup, har en yta på 0,603 kvadratkilometer och befinner sig 173,2 meter över havet.

## Delavrinningsområde
Stora Dyllingen ingår i det delavrinningsområde (667408-150077) som SMHI kallar för Inloppet i Dammsjön. Medelhöjden är 194 meter över havet och ytan är 36,7 kvadratkilometer. Det finns inga avrinningsområden uppströms utan avrinningsområdet är högsta punkten. Vattendraget som avvattnar avrinningsområdet har biflödesordning 5, vilket innebär att vattnet flödar genom totalt 5 vattendrag innan det når havet efter 230 kilometer. Avrinningsområdet består mestadels av skog (79 procent). Avrinningsområdet har 2,76 kvadratkilometer vattenytor vilket ger det en sjöprocent på 7,5 procent.